# Браун, Гарольд
Гарольд Бра́ун (англ. Harold Brown; 19 сентября 1927 — 4 января 2019) — американский учёный и политик. С 1965—1969 годы работал Министром военно-воздушных сил США. Занимал пост министра обороны США с 1977 по 1981 в кабинете президента Джимми Картера, таким образом став первым учёным на этом посту. До назначения на эту должность занимал руководящие посты в корпорации «IBM». В 1981 году был награждён «Президентской медалью Свободы», а в 1993 году «Премией Энрико Ферми».
Член Национальной академии наук США (1977), Национальной инженерной академии США (1967).

## Биография

### Рождение и научная деятельность
Гарольд Браун родился в Нью-Йорке в 1927 году. Поступил в частный Колумбийский университет. В 1945 году получил степень бакалавра, в 1946 году степень магистра, а в 1949 году степень доктора физики. В 1964 году Браун получил почетную степень доктора технических наук Технологического института Стивенса. В период с 1947 по 1952 год Браун читал лекции по физике и был членом научных собраний при Колумбийском университете. Также читал лекции по физике в Технологическом институте Стивенса. В 1950 году в качестве научного сотрудника работал в «радиационной лаборатории» при Калифорнийском университете в Беркли. В июле 1960 года был назначен директором Ливерморской национальной лаборатории. С 1956 по 1957 год Браун был консультантом Научного консультативного совета ВВС, а с 1958 по 1961 год был действующим членом этого совета. С ноября 1958 года по февраль 1959 года он был старшим научным советником делегации США на Конференции по прекращению испытаний ядерного оружия в Женеве, а с 1958 по 1961 год Браун — членом Научно-консультативного комитета по баллистическим ракетам при Министерстве обороны США. С 3 мая 1961 года по 30 сентября 1965 года работал на должности директора отдела по оборонным исследованиям и технике для Министерства обороны США. За время работы в круг его исследовательских интересов входили: ядерные взрывные устройства, применение ядерных взрывных устройств в военных и невоенных целях, контролируемое высвобождение ядерное энергии. Также провел ряд исследований и анализов по проблеме обнаружения ядерных взрывов в различных средах и ограничении вооружения и методов борьбы с ним.
В период с 1965 по 1968 год Браун занимал пост Министра военно-воздушных сил США. Выступал сторонником войны во Вьетнаме, был разработчиком плана осуществления бомбардировок, но стал сторонником уменьшения эскалации войск США.

### Министр обороны США
В январе 1977 году Президент США Джимми Картер принял решение о назначении Гарольда Брауна на пост министра обороны США. Сенат подтвердил его назначение и Браун принял присягу. В этой должности он прослужил с 1977 по 1981 год. На период занятия им этого поста произошло обострение международных отношений между США и СССР в рамках «холодной войны», что повлекло за собой увеличение расходов на оборону и военный потенциал. Браун был ответственным за контроль над производством самолётов типа «Стелс», высокоточных бомб, крылатых ракет и других военных новинок.
Браун стал в 1980 году первым министром обороны США, посетившим Китайскую Народную Республику; целью визита было установление отношений в военной сфере. Перед этим он организовал и возглавил комиссию по изучению военных возможностей Китая. После нанесения визита Браун обозначил приоритетные направления работы для Министерства обороны США с целью защиты американских интересов в западной части Тихого океана. По воспоминаниям Брауна китайская сторона выдвинула два ключевых требования к США: прекращение поставок оружия на Тайвань и передача военных технологии в КНР. При этом в отношении первого требования они были непреклонны и отказывались идти на компромисс. За время нахождения в Китае и изучении их военной мощи, Браун определял приоритет в необходимости передачи той или иной технологии, связанные с оборонительным вооружением. Взамен китайская сторона обещала более тесное сотрудничество между странами и охлаждение дипломатических отношений и сотрудничества с СССР.
1 июля 1992 года Гарольд Браун начал работу в качестве консультанта в Центре стратегических и международных исследований.

### Смерть
Гарольд Браун умер от рака поджелудочной железы 4 января 2019 года в своем доме в Ранчо-Санта-Фе, штат Калифорния.